# Зульцбах (Саар)
Зульцбах (нім. Sulzbach) — місто в Німеччині, знаходиться в землі Саар. Входить до складу району Саарбрюккен.
Площа — 16,12 км2. Населення становить 16 256 ос. (станом на 31 грудня 2021).